# Natação nos Jogos Olímpicos de Verão de 2012 - 100 m borboleta masculino

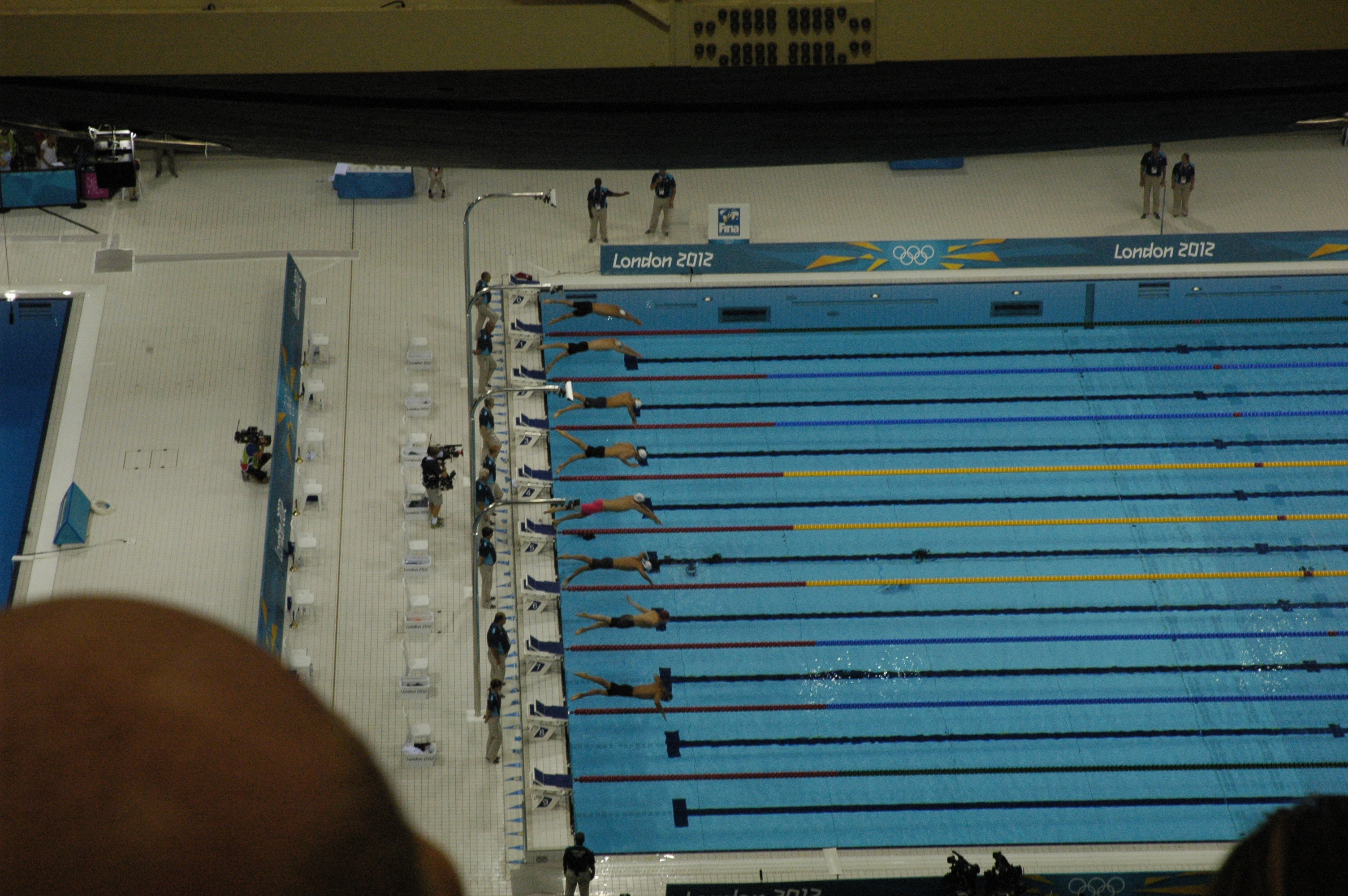
Disputa da sexta bateria eliminatória dos 100 m borboleta.

A competição dos 100 metros borboleta masculino da natação nos Jogos Olímpicos de Verão de 2012 foi disputada nos dias 2 e 3 de agosto no Centro Aquático de Londres.

## Medalhistas
| Ouro  | USA Michael Phelps                       |
| Prata | RSA Chad le Clos RUS Yevgeny Korotyshkin |

## Recordes
Antes desta competição, os recordes mundiais e olímpicos da prova eram os seguintes:
| Tipo | Atleta         | Tempo | Local  | Data                 |
| ---- | -------------- | ----- | ------ | -------------------- |
|      | Michael Phelps | 49.82 | Roma   | 1 de agosto de 2009  |
|      | Michael Phelps | 50.58 | Pequim | 16 de agosto de 2008 |

## Resultados

### Eliminatórias
| Pos. | Elim. | Raia | Nadador                | CON                  | Tempo   | Notas            |
| ---- | ----- | ---- | ---------------------- | -------------------- | ------- | ---------------- |
| 1    | 5     | 7    | Chad le Clos           | RSA África do Sul    | 51.54   | Q,               |
| 2    | 6     | 4    | Michael Phelps         | USA Estados Unidos   | 51.72   | Q                |
| 3    | 4     | 3    | Yevgeny Korotyshkin    | RUS Rússia           | 51.84   | Q                |
| 4    | 5     | 4    | Konrad Czerniak        | POL Polônia          | 51.85   | Q                |
| 5    | 6     | 5    | Milorad Čavić          | SRB Sérvia           | 51.90   | Q                |
| 6    | 5     | 6    | Steffen Deibler        | GER Alemanha         | 51.92   | Q                |
| 7    | 4     | 4    | Tyler McGill           | USA Estados Unidos   | 51.95   | Q                |
| 8    | 4     | 7    | Zhou Jiawei            | CHN China            | 52.03   | Q                |
| 9    | 6     | 6    | Joeri Verlinden        | NED Países Baixos    | 52.07   | Q                |
| 10   | 6     | 3    | Chris Wright           | AUS Austrália        | 52.11   | Q                |
| 11   | 6     | 2    | Nikolay Skvortsov      | RUS Rússia           | 52.12   | Q                |
| 12   | 3     | 6    | Bence Pulai            | HUN Hungria          | 52.19   | Q                |
| 13   | 6     | 1    | François Heersbrandt   | BEL Bélgica          | 52.22   | Q,               |
| 13   | 3     | 7    | Dinko Jukić            | AUT Áustria          | 52.22   | Q                |
| 15   | 5     | 5    | Jason Dunford          | KEN Quênia           | 52.23   | Q                |
| 16   | 4     | 5    | Benjamin Starke        | GER Alemanha         | 52.36   | Q                |
| 16   | 6     | 8    | Takeshi Matsuda        | JPN Japão            | 52.36   |                  |
| 18   | 5     | 1    | Ivan Lenđer            | SRB Sérvia           | 52.40   |                  |
| 19   | 3     | 5    | Peter Mankoč           | SLO Eslovênia        | 52.44   |                  |
| 20   | 4     | 1    | Lars Frölander         | SWE Suécia           | 52.47   |                  |
| 21   | 5     | 3    | Takuro Fujii           | JPN Japão            | 52.49   |                  |
| 22   | 4     | 8    | Matteo Rivolta         | ITA Itália           | 52.50   |                  |
| 23   | 5     | 2    | Jayden Hadler          | AUS Austrália        | 52.52   |                  |
| 24   | 4     | 6    | Michael Rock           | GBR Grã-Bretanha     | 52.56   |                  |
| 25   | 3     | 2    | Ryan Pini              | PNG Papua-Nova Guiné | 52.68   |                  |
| 26   | 3     | 4    | Chang Gyu-Cheol        | KOR Coreia do Sul    | 52.69   |                  |
| 27   | 3     | 1    | Joe Bartoch            | CAN Canadá           | 53.09   |                  |
| 28   | 4     | 2    | Kaio Márcio de Almeida | BRA Brasil           | 53.14   |                  |
| 29   | 5     | 8    | Albert Subirats        | VEN Venezuela        | 53.18   |                  |
| 30   | 3     | 3    | Clément Lefert         | FRA França           | 53.22   |                  |
| 31   | 3     | 8    | Simão Morgado          | POR Portugal         | 53.23   |                  |
| 32   | 6     | 7    | Antony James           | GBR Grã-Bretanha     | 53.25   |                  |
| 33   | 2     | 7    | Dominik Meichtry       | SUI Suíça            | 53.40   | Recorde nacional |
| 34   | 2     | 4    | Pavel Sankovich        | BLR Bielorrússia     | 53.47   |                  |
| 35   | 2     | 5    | Joseph Schooling       | SIN Singapura        | 53.61   |                  |
| 36   | 2     | 3    | Benjamin Hockin        | PAR Paraguai         | 53.65   |                  |
| 37   | 2     | 1    | Daniel Bell            | NZL Nova Zelândia    | 53.76   |                  |
| 38   | 2     | 8    | Yevgeniy Lazuka        | AZE Azerbaijão       | 53.86   |                  |
| 39   | 2     | 6    | Vytautas Janušaitis    | LTU Lituânia         | 54.17   |                  |
| 40   | 2     | 2    | Stefanos Dimitriadis   | GRE Grécia           | 54.20   |                  |
| 41   | 1     | 3    | Sofyan El Gidi         | LBA Líbia            | 56.99   |                  |
| 42   | 1     | 4    | Mohanad Al-Azzawi      | IRQ Iraque           | 1:00.71 |                  |
| 43   | 1     | 5    | Khalid Baba            | BRN Bahrein          | 1:04.05 |                  |

### Semifinal

#### Semifinal 1
| Pos. | Raia | Nadador              | CON                | Tempo | Notas |
| ---- | ---- | -------------------- | ------------------ | ----- | ----- |
| 1    | 4    | Michael Phelps       | USA Estados Unidos | 50.86 | Q     |
| 2    | 3    | Steffen Deibler      | GER Alemanha       | 51.76 | Q     |
| 3    | 5    | Konrad Czerniak      | POL Polônia        | 51.78 | Q     |
| 4    | 2    | Chris Wright         | AUS Austrália      | 52.11 |       |
| 5    | 6    | Zhou Jiawei          | CHN China          | 52.30 |       |
| 6    | 7    | Bence Pulai          | HUN Hungria        | 52.40 |       |
| 6    | 8    | Benjamin Starke      | GER Alemanha       | 52.40 |       |
| 8    | 1    | François Heersbrandt | BEL Bélgica        | 52.71 |       |

#### Semifinal 2
| Pos. | Raia | Nadador             | CON                | Tempo | Notas            |
| ---- | ---- | ------------------- | ------------------ | ----- | ---------------- |
| 1    | 4    | Chad le Clos        | RSA África do Sul  | 51.42 | Q,               |
| 2    | 6    | Tyler McGill        | USA Estados Unidos | 51.61 | Q                |
| 3    | 3    | Milorad Čavić       | SRB Sérvia         | 51.66 | Q                |
| 4    | 2    | Joeri Verlinden     | NED Países Baixos  | 51.75 | Q,               |
| 5    | 5    | Yevgeny Korotyshkin | RUS Rússia         | 51.85 | Q                |
| 6    | 1    | Dinko Jukić         | AUT Áustria        | 51.99 | Recorde nacional |
| 7    | 7    | Nikolay Skvortsov   | RUS Rússia         | 52.03 |                  |
| 8    | 8    | Jason Dunford       | KEN Quênia         | 52.16 |                  |

### Final
| Pos.             | Raia | Nadador             | CON                | Tempo | Notas |
| ---------------- | ---- | ------------------- | ------------------ | ----- | ----- |
| Medalha de ouro  | 4    | Michael Phelps      | USA Estados Unidos | 51.21 |       |
| Medalha de prata | 5    | Chad le Clos        | RSA África do Sul  | 51.44 |       |
| Medalha de prata | 8    | Yevgeny Korotyshkin | RUS Rússia         | 51.44 |       |
| 4                | 6    | Milorad Čavić       | SRB Sérvia         | 51.81 |       |
| 4                | 7    | Steffen Deibler     | GER Alemanha       | 51.81 |       |
| 6                | 2    | Joeri Verlinden     | NED Países Baixos  | 51.82 |       |
| 7                | 3    | Tyler McGill        | USA Estados Unidos | 51.88 |       |
| 8                | 1    | Konrad Czerniak     | POL Polônia        | 52.05 |       |

Legenda
| Recorde mundial      | Recorde mundial (World record)               |                       | Recorde africano                      | Recorde africano (African) |                                           | Q | Classificado por posição (Qualified) |
| Recorde olímpico     | Recorde olímpico (Olympic record)            | Recorde da América    | Recorde da América (Americas)         | q                          | Classificado por melhor tempo (Qualified) |   |                                      |
| Melhor marca do ano  | Melhor marca do ano (World leading)          | Recorde asiático      | Recorde asiático (Asian)              | DNS                        | Não largou (Did not start)                |   |                                      |
| Recorde nacional     | Recorde nacional (National record)           | Recorde europeu       | Recorde europeu (European)            | DNF                        | Não terminou (Did not finish)             |   |                                      |
| Recorde pessoal      | Recorde pessoal do atleta (Personal best)    | Recorde da Oceania    | Recorde da Oceania (Oceania)          | DSQ / DQ                   | Desclassificado (Disqualified)            |   |                                      |
| Recorde da temporada | Recorde da temporada do atleta (Season best) | Recorde sul-americano | Recorde sul-americano (South America) | NM                         | Sem marca (No mark)                       |   |                                      |